# Platycoelia abdominalis
Platycoelia abdominalis är en skalbaggsart som beskrevs av Ohaus 1904. Platycoelia abdominalis ingår i släktet Platycoelia och familjen Rutelidae. Inga underarter finns listade i Catalogue of Life.